# Jorge Carlos Fonseca
Jorge Carlos de Almeida Fonseca OICVV (phát âm tiếng Bồ Đào Nha: [ˈʒɔɾʒɨ ˈkaɾluʒ dɨ alˈmejdɐ fõˈsekɐ]; sinh ngày 20 tháng 10 năm 1950) là chính trị gia, luật sư, và giáo sư đại học Cape Verde, đảm nhận vai trò Tổng thống Cape Verde từ năm 2011. Ông giữ chức Bộ trưởng Bộ Ngoại giao từ năm 1991 đến năm 1993. Được hỗ trợ bởi Phong trào Dân chủ (MpD), ông giành chiến thắng trong cuộc bầu cử tổng thống năm 2011 trong một vòng bỏ phiếu thứ hai.